# Vincenzo Gorga
Vincenzo Gorga (Brocco, 17 settembre 1852 – Milano, 25 marzo 1880) è stato un presbitero e missionario italiano cattolico.

## Biografia

### La nascita e i primi anni
Vincenzo Gorga nacque il 17 settembre 1852 a Brocco, allora in provincia di Terra di Lavoro, oggi Broccostella, in provincia di Frosinone. 
Il padre Pietro era un piccolo proprietario terriero, mentre la madre, Matilde de Sanctis, era di famiglia nobile. Gli anni dell'infanzia il piccolo Vincenzo li visse tutti nella casa di Brocco Alto, nel centro storico, in via Rua Piana. Uno dei suoi fratelli fu Evan Gorga, (Brocco, 6 febbraio 1865 – Roma, 5 dicembre 1957), tenore e collezionista di strumenti musicali.
La famiglia Gorga era giunta a Brocco da Gavignano, in provincia di Roma, intorno al 1749, allorquando il trisnonno di Vincenzo, Magno Gorga, contrasse matrimonio con la brocchese Orazia Tomassi ed ebbe da lei un figlio, Pasquale Antonio Gorga.

### Gli studi religiosi di base
Compiuta l'educazione primaria nelle scuole di Brocco nel 1868 entra nel seminario di Sora e vi resta a studiare fino al 1872. 
Nel 1870 il giovane Vincenzo ebbe l'onore di ricevere in Napoli i due ordini minori, continua gli studi nel Convitto di Banco dei Padri Gesuiti dove passava l'anno scolastico 1872-1873 in qualità di Prefetto "frequentando la scuola di rettorica e matematica e tendendo una condotta sempre lodevolissima". 
Passava l'anno scolastico 1873-1874 ad Alatri nel Collegio dei figli di Calasanzio "tenendo sempre una condotta irreprensibile sotto ogni riguardo", nel novembre 1874 è a Roma ed è risolutissimo nell'entrare in un luogo destinato alle Missioni ma non vi riesce.
Fece istanze per essere ammesso al Seminario delle Missioni di Milano, ma non fu ammesso e decise, quindi, di studiare teologia, farsi ordinare sacerdote. 
Nell'anno scolastico 1874-1875 frequenta il nobile Collegio Ghislieri e vi rimane per due anni quale Prefetto dei mezzani, studiando teologia "con impegno e profitto proporzionato alle sue facoltà" studiando presso i Padri della Compagnia di Gesù nell'Arciginnasio Gregoriano dando "sempre prove non equivoche di sua savia condotta". 

### Gli studi milanesi
Il 10 luglio 1876 viene ammesso al Seminario Apostolico Pio, su accettazione di Sua Eminenza il Cardinal Consolini, presidente della Commissione che lo governa; ma Vincenzo Gorga rinuncia ad entrare nel Seminario Apolostico Pio poiché aveva già "combinato" tutto con il seminario delle Missioni di Milano; pare che il Gorga si era consultato anche con papa Pio IX che gli consigliò "Andate pure a Milano!".
Il 18 luglio 1876 il vescovo di Sora, Paolo de Niquesa, lo escardina dalla Diocesi con un rescritto che gli rende buona testimonianza. Il 6 settembre 1876 entra a Milano nel Seminario delle Missioni munito di buone testimoniali di mons. Arcivescovo vice-gerente di Roma datate 12 agosto 1876 "per compire studii, prepararsi alle missioni ed essere poi mandato dove a Dio piacerebbe" e resta per due anni in San Calocero, compiendo gli studi, formando lo spirito apostolico,  ricevendo gli ordini sacri ed il 22 settembre 1877 viene ordinato sacerdote.

### Il viaggio in India
Destinato, finalmente, alle Missioni nel Bengala Centrale, il 23 ottobre 1878 padre Gorga s'avvìa per Venezia destinato alle Indie arrivando a Bombay il 15 novembre 1878.
Il 19 novembre 1878,  arriva a Jessore, accolto vivamente dai confratelli ma già nel Natale 1878, padre Gorga accusa le prime febbri "bengalesi" . Studia, tuttavia, la lingua del Bengala e celebra messa ma non può dedicarsi alle Missioni. Nel febbraio 1879, padre Gorga è sempre più colpito dalle febbri anche se agli inizi di marzo c'è un lieve miglioramento ma, nell'aprile 1879 i superiori gli chiedono di rimpatriare per curarsi.
L'11 aprile padre Gorga si reca a Calcutta per consultare alcuni medici locali che gli confermano la necessità di tornare in Europa.

### Il ritorno in Italia e la morte
Tornato a Milano, la tisi polmonare, causata dalla malaria gangetica, peggiorava ed il 25 marzo 1880, giorno di giovedì Santo, alle undici e trenta di sera, spira all'età di ventisette anni.
Fu seppellito nel cimitero di Porta Magenta a Milano il mattino del Sabato Santo e fu posta questa lapide: Pregate Pace e Riposo / All'anima virtuosa e santa / del / Sac. Vincenzo Gorga / della diocesi di Sora ed Aquino / Missionario Apostolico di s. Calocero / per malattia reduce dal Bengala / morto il Giovedì Santo / 25 marzo 1880 / prematuramente rapito / alla speranza della sua missione / ed al vivo affetto dei congiunti e colleghi / in età d'anni 27".